# Verdoni
Verdoni (* unbekannt; † 1804 in London) war ein französisch-italienischer Schachspieler. Nach 1795 galt er als führender europäischer Meister.

## Schachlaufbahn
Verdoni, dessen Vorname und Geburtsjahr unbekannt sind, soll italienischer Herkunft gewesen sein. Sein schachliches Wirken vollzog sich in Paris und später in London.
Nach einem Bericht von William Lewis erlernte Verdoni das Schachspiel erst spät, „im mittleren Alter“. Danach dauerte es aber nicht lange, bis er zu den führenden Meistern des berühmten Café de la Régence gehörte. Zusammen mit den Pariser Spitzenspielern Bernard, Carlier und Léger veröffentlichte er anonym im Jahr 1775 ein viel beachtetes Schachbuch. Der Traité des Amateurs, wie der abgekürzte Titel lautete, war als Fortsetzung der Lehren François-André Danican Philidors zu verstehen.
Dieser hatte bereits damals seine Tätigkeit überwiegend nach London verlegt. Erst viele Jahre später, während der Französischen Revolution, zog auch Verdoni als Flüchtling in die britische Hauptstadt. Somit teilte er das Schicksal seines Vorbilds, denn Philidor konnte inzwischen aus politischen Gründen nicht mehr nach Paris zurück. Philidor, im Spiel allen seinen Gegnern deutlich überlegen, betrachtete Verdoni als den nach ihm stärksten europäischen Schachspieler. Im unmittelbaren Vergleich soll er Verdoni einen Bauern vorgegeben haben; dabei bestand er jedoch in Abweichung zur vorherrschenden Konvention („Bauer und Zug“) auf dem Anzug. Der Unterschied der Spielstärke zwischen Verdoni und seinem Lehrer war damit nach damaligem Verständnis nicht groß. Aus diesem Grund sah der Londoner Schachklub nach Philidors Tod 1795 in Verdoni den geeigneten Nachfolger, um die freigewordene Position des Berufsspielers im Café Parsloe’s zu besetzen.
Bis zu seinem Tod, also fast ein Jahrzehnt lang, konnte Verdoni die Führung behaupten. An die Stellung Philidors reichte er jedoch nicht heran. Zu seinen bekannten Partiegegnern zählten Graf Brühl und der Mathematiker George Atwood, der neben den Partien Philidors auch einige Vorgabepartien Verdonis aufzeichnete. Verdonis bedeutendster Schüler war Jacob Henry Sarratt, mit dem die Linie britischer Meister in die Periode von William Lewis hinüberführt. Unterdessen begann in Frankreich zu Beginn des 19. Jahrhunderts der Aufstieg von Alexandre Deschapelles. Dieser wurde nach dem „Interregnum“ Verdonis der eigentliche Nachfolger Philidors in der Reihe der inoffiziellen Weltmeister.
Laut einer etwas ungenauen Nachricht Sarratts („vor ungefähr vier Jahren“) starb Verdoni 1804 in seiner Londoner Wohnung.
Zu Lebzeiten war Verdoni, der später in Vergessenheit geriet, eine prominente Figur. So schildert der Schriftsteller Louvet de Couvray in seinem populären Roman „Die Abenteuer des Chevalier Faublas“, der am Vorabend der Revolution erschien, ein Wortgefecht im Café de la Régence: Sie hatten verloren, unterbrach sein Gegner. − Ich stand auf Gewinn, mein Herr. − Diese Stellung hätte ich sogar gegen Verdoni weitergespielt. − Und ich gegen Philidor!

## Der „Traité des Amateurs“
Einen theoretischen Beitrag leistete Verdoni als Mitverfasser des Traité théorique et pratique du jeu des échecs par une société d'amateurs („Theoretisch-praktischer Unterricht im Schachspiele von einer Gesellschaft von Liebhabern“). Das Buch erfuhr 1786, elf Jahre nach Erscheinen, eine Neuauflage. Unter den Autoren, die sich als „große Spieler der ersten Schachakademie Europas (dem Café de la Régence)“ bezeichneten, galt Verdoni als stärkster Meister. Daher kam in dem Werk zweifellos seine Spielauffassung gut zum Ausdruck.
Gleich zu Beginn wurde eine Abgrenzung zu Philidors Lehrbuch vorgenommen. Bei aller Achtung, die „wir dem größten Spieler Europas schuldig sind“, bemängelten die Verfasser, dass viele der von Philidor angeführten Varianten „mehr unterrichtend als richtig sind, und dass seine Behauptungen von dem notwendigen Gewinn oder Verlust des Spiels oft gewagt sind, und durch Kombination und Erfahrung widerlegt werden“. Dessen ungeachtet stand die Gruppe um Verdoni dem Positionsspiel Philidors weit näher als der von Domenico Ercole del Rio begründeten Modeneser Schule, die im Gegensatz zu den Franzosen ein freies Figurenspiel, Gambiteröffnungen und taktische Verwicklungen bevorzugte.
Der Wert des Buches bestand, wie der englische Übersetzer George Walker später schrieb, in der Aufbereitung von Eröffnungen und Partieverläufen der ungenannten Meister, die meist bis zum Mattschluss ausgeführt wurden. Wegen seiner praktischen Ausrichtung konnte das Werk am Ende des 18. Jahrhunderts neben dem mehr theoretisch angelegten Lehrbuch Philidors durchaus bestehen. Dagegen beurteilte die Nachwelt den Traité des Amateurs und die darin gezeigten Abspiele oftmals als eintönig.
Ein Hauptgrund, warum dem Traité des Amateurs im Nachhinein nur geringe Bedeutung zukam, war der Umstand, dass der Schwerpunkt des Buchs auf den damals beliebten Vorgabespielen lag. Erst der vierte Abschnitt handelte von Partien ohne Vorgaben. Schließlich folgten Spielendungen und im sechsten und letzten Kapitel fünfzig (der insgesamt hundert) Schachaufgaben des Syrers Philipp Stamma.
Modern war die von den Autoren verwendete algebraische Notation, die Stamma mehrere Jahrzehnte zuvor eingeführt hatte, ohne dass dies bisher auf Widerhall gestoßen war.
Der Traité des Amateurs fand außerhalb Frankreichs besonders in Deutschland Anklang. Eine Übersetzung erschien zusammen mit den „hundert Endspielen“ Stammas bereits 1780 (in einer zweiten Auflage 1797) mit einem Vorwort des Verlegers Friedrich Nicolai, einem Hauptvertreter der Berliner Aufklärung.

## Werke
- Traité théorique et pratique du jeu des échecs par une société d'amateurs. Paris 1775
- Theoretisch-praktischer Unterricht im Schachspiele von einer Gesellschaft von Liebhabern. Berlin 1780 (deutsche Übersetzung)